# Vojtech Tóth (zapaśnik)
Vojtech Tóth (ur. 16 listopada 1938 w Bace) – czechosłowacki zapaśnik walczący w obu stylach. Olimpijczyk z Rzymu 1960, gdzie zajął szóste miejsce w kategorii 62 kg w stylu klasycznym. Startował w kategorii 63 kg.
Szósty na mistrzostwach świata w 1961 i  1965. Pięciokrotny mistrz kraju w stylu wolnym, w latach 1958, 1959, 1962, 1963 i 1965 i sześciokrotny w stylu klasycznym, w latach 1958, 1960, 1961, 1963, 1964 i 1967.
- Turniej w Rzymie 1960

Pokonał Jeana Schintgena z Luksemburga, Elie Naasana z Libanu, Mustafę Hamida Mansura ze Zjednoczonej Republiki Arabskiej i Lee Allena z USA, a przegrał z Imre Polyákiem z Węgier.